# Двадцать пять центов с бюстом Свободы в колпаке
25 центов с бюстом Свободы в колпаке — монета США номиналом в 25 центов, которая чеканилась более 20 лет с перерывами с 1815 по 1839 год. На аверсе монеты изображён бюст женщины, символизирующей Свободу, во фригийском колпаке, а на реверсе белоголовый орлан — геральдический символ США. Имеет несколько разновидностей, отличающихся как аверсом так и реверсом. Монета практически идентична 50-центовой монете (за исключением обозначения номинала, массы и диаметра) 1807–1839 годов.

## История
25 центов с бюстом Свободы в колпаке чеканились более 20 лет с 1815 по 1839 год.
С 1807 по 1814 годы 25-центовые монеты не чеканились. Предыдущий тип монет стал «жертвой» закона Грешема. В условиях не устоявшейся монетной системы предыдущие 25-центовики циркулировали наравне с более распространёнными, но содержащими меньшее количество серебра, 2 реалами. В результате, более полновесная монета быстро выходила из обращения.
В связи с потребностью банков в новых 25 центовых монетах их чеканка возобновилась в 1815 году. По дизайну они повторяли 50 центов, которые чеканились с 1807 по 1839 годы.
Пожар на монетном дворе Филадельфии привёл к тому, что в 1816 и 1817 годах данные монеты не выпускались.
Модернизация технологии чеканки, внедрённая в 1831 году, привела к изменению некоторых деталей монеты, изменению диаметра (с 29 до 27 мм) и появлению типа «Capped Bust Small Size», чеканившегося до 1838 года.
Монеты, чеканившиеся с 1815 по 1836 год, содержали 89,2 % серебра и весили 6,74 граммов, с 1837 содержание серебра было увеличено до 90 %, а вес соответственно уменьшен до 6,7 граммов. Размер также был уменьшен с 27 мм до 24,3 мм.

## Изображение

### Аверс
На аверсе монеты изображён бюст женщины во фригийском колпаке. На основании колпака располагается надпись «LIBERTY». Под бюстом находится год чеканки монеты, а вокруг бюста полукругом 13 звёзд (7 слева и 5 справа). На монетах, которые стали чеканиться с 1831 года, изображение Свободы стало меньшим и более рельефным — гравёр как бы «омолодил» Свободу; звёзды по бокам также уменьшились в размере.

### Реверс
На реверсе монеты находится белоголовый орлан с расправленными крыльями — символ США, — держащий в когтях стрелы и оливковую ветвь. По верхнему краю полукругом расположена надпись «UNITED STATES OF AMERICA». На монетах 1815–1836 годов под этой надписью также присутствует девиз «E PLURIBUS UNUM» (лат. Во множестве едины).
Под изображением орлана располагалось обозначение номанила — «25 C.»

## Тираж
Все монеты данного типа чеканились на монетном дворе Филадельфии.
| Год  | Тираж                |
| ---- | -------------------- |
| 1815 | 89 235               |
| 1818 | 361 174              |
| 1819 | 144 000              |
| 1820 | 127 444 (около 10)   |
| 1821 | 216 851 (около 10)   |
| 1822 | 64 080 (около 10)    |
| 1823 | 17 800 (около 5)     |
| 1824 | 84 000 (около 5)     |
| 1825 | 84 000 (около 10)    |
| 1827 | 4000 (около 35)      |
| 1828 | 102 000 (около 10)   |
| 1831 | 398 000 (около 20)   |
| 1832 | 320 000 (около 10)   |
| 1833 | 156 000 (около 10)   |
| 1834 | 286 000 (около 15)   |
| 1835 | 1 952 000 (около 10) |
| 1836 | 472 000 (около 10)   |
| 1837 | 252 400 (около 10)   |
| 1838 | 366 000 (около 5)    |

(в скобках обозначено количество монет качества пруф)
Суммарный тираж составляет около 5,5 миллионов экземпляров.